# Josh Duhamel
Josh Duhamel (Minot, Sjeverna Dakota, 14. studenog 1972.), američki glumac i bivši model. Karijeru je započeo krajem 1990-ih kada je dobio ulogu Lea du Presa u američkoj sapunici Sva moja djeca. Najpoznatiji je po ulogama Dannyja McCoya u NBC-jevoj seriji Las Vegas i satnika/bojnika/pukovnika Williama Lenoxa u filmu Transformeri i njegovim nastavcima Transformeri: Osveta poraženih i Transformeri: Tamna strana Mjeseca.

## Biografija

### Rani život
Josh Duhamel rodio se 1972. godine u gradiću Minotu u Sjevernoj Dakoti, gdje je i završio studij biologije. Iako je studirao biologiju, želja mu je bila postati stomatolog. Joshovo djetinjstvo obilježeno je razvodom roditelja kad je on bio petogodišnjak, a on je nakon toga nastavio živjeti s majkom i svoje tri sestre. Često naglašava da je jako povezan s mamom koja je učiteljica u jednoj školi, te da se najviše boji da je ne osramoti. Nakon završetka studija, odlučio se preseliti u Los Angeles kako bi započeo glumačku karijeru. No, isprva se počeo baviti manekenstvom te je 1997. godine osvojio nagradu za najboljeg muškog modela, pobijedivši tako i danas poznatog glumca Ashtona Kutchera.
Nakon toga, 1998. godine, otišao je u Italiju, gdje je radio poslove modela i snimao reklame prije nego što se vratio u Los Angeles. Nakon ponovnog dolaska u domovinu, Josh je živio kod prijatelja, a obojica su radili u jednoj agenciji za pronalaženje glumačkih talenata. U agenciji su ga takoreći otkrili, ali nakon velikog broja audicija na kojima nije prošao odlučio je upisati satove glume.

### Karijera
Joshovo naporno učenje i pohađanje satova glume urodilo je plodom kada je 1999. godine dobio svoju prvu ulogu. Nazvali su ga njegovi agenti i obavijestili ga da je dobio ulogu Lea DuPresa u američkoj sapunici Sva moja djeca koja se godinama prikazuje na američkoj televiziji. Duhamel je bez razmišljanja prihvatio ponudu i preselio se u New York. Nakon tri godine, koliko je proveo glumeći u seriji i osvojene nagrade Daytime Emmy za najbolji sporedni lik koju je dobio 2002. godine, Josh se iz New Yorka vratio u Los Angeles kako bi pokušao osvojiti filmsko platno.
Njegove želje i snovi donekle su ispunjeni kada je 2004. godine dobio naslovnu ulogu u romantičnoj komediji Roberta Luketića Osvoji ljubav koja je dobro prošla na američkim kinoblagajnama, te kad je dobio ulogu u NBC-jevoj seriji Las Vegas uz bok slavnom glumcu Jamesu Caanu. Serija je potrajala sve do 2008. godine kada ju je NBC skinuo s rasporeda zbog pada gledanosti.
Nakon što je 2007. godine odgledao epizodu Las Vegasa u kojoj se Duhamelov lik vraća iz rata u Iraku, Steven Spielberg ga je osobno odabrao za ulogu satnika Williama Lenoxa u filmu Transformeri koju je reprizirao u nastavcima Transformeri: Osveta poraženih i Transformeri: Tamna strana Mjeseca iz lipnja 2011. godine.
Duhamel se pojavljuje i u filmovima iz 2010. godine Life as We Know It, pored Katherine Heigl i The Romantics, uz Katie Holmes i Adama Brodyja.

### Privatni život
2004. godine na setu serije Las Vegas upoznao je Stacey Ferguson, poznatiju kao Fergie iz grupe Black Eyed Peas. Par se vjenčao 10. siječnja 2009. godine u Malibuu, u Kaliforniji. Trenutno žive u Brentwoodu, (Kalifornija) u kući koju su zajedno kupili 2007. godine.
Josh je katolik i zajedno sa suprugom posjećuje nedjeljne mise.
Josh se u slobodno vrijeme bavi sportovima poput košarke i američkog nogometa. Vlasnik je i restorana "10 North Main" u svom rodnom gradiću Minotu.

## Filmografija

### Filmske uloge
| Godina | Film                               | Uloga                   | Napomena |
| ------ | ---------------------------------- | ----------------------- | -------- |
| 2004.  | Slika Doriana Greya                | Dorian Gray             |          |
| 2004.  | Osvoji ljubav                      | Tad Hamilton            |          |
| 2006.  | Turistas                           | Alex                    |          |
| 2007.  | Transformeri                       | Satnik William Lennox   |          |
| 2009.  | Transformeri: Osveta poraženih     | Bojnik William Lennox   |          |
| 2010.  | Avantura u Rimu                    | Nick Beamon             |          |
| 2010.  | The Romantics                      | Tom                     |          |
| 2010.  | Ramona and Beezus                  | Hobart                  |          |
| 2010.  | Life As We Know It                 | Eric Messer             |          |
| 2011.  | Transformeri: Tamna strana Mjeseca | Pukovnik William Lennox |          |

### Televizijske uloge
| Godina                | TV serija            | Uloga               | Napomena                           |
| --------------------- | -------------------- | ------------------- | ---------------------------------- |
| 1999. – 2002.         | Sva moja djeca       | Leo du Pres         |                                    |
| 2002.                 | Ed                   | Richard Reed        | 2. sezona, 19. epizoda: "The Shot" |
| 2003. – 2008.         | Las Vegas            | Danny McCoy         |                                    |
| 2004. – 2005. ; 2007. | Forenzičarka Jordan  | Danny McCoy         | epizode s4e7, s5e2 i s6e4          |
| 2008.                 | The Replacements     | Josh Duhamel        | glas                               |
| 2009.                 | Fanboy and Chum Chum | Michael Johnson/ Oz | glas                               |

## Vanjske poveznice
- Josh Duhamel u internetskoj bazi filmova IMDb-u (engl.)